# Eljo Kuiler
Elselina Johanna ("Eljo") Kuiler (Enkhuizen, 6 april 1946) is een Nederlands oud-schoonspringster.
In 1962, 1963 en 1964 werd ze nationaal kampioen op de 1 meterplank. In 1964 en 1966 werd ze nationaal kampioen op de 3 meterplank. In 1968 nam Kuiler deel aan de Olympische Zomerspelen waar ze een 16e plaats bereikte. In 1970 trouwde ze met Jan van Laarhoven. In 1972 poogde Kuiler zich te kwalificeren voor de Olympische Zomerspelen maar slaagde niet waarna ze haar sportcarrière beëindigde.